# Neutrale (Volk)
Die von Franzosen (Neutres) und Engländern (neutrals) als Neutrale, von den übrigen Irokesen als Attiwandaronon oder Attiwandaronk bezeichnete Konföderation von nordamerikanischen Ethnien der irokesischen Sprachfamilie lebte bis Mitte des 17. Jahrhunderts im südlichen Ontario. Ihre Selbstbezeichnung ist verloren gegangen; die irokesische Bezeichnung bedeutet nur, dass sie eine andere Sprache gebrauchten. Mit Attiwandaronk belegten die Neutralen ihrerseits die Stämme der Irokesen-Liga.

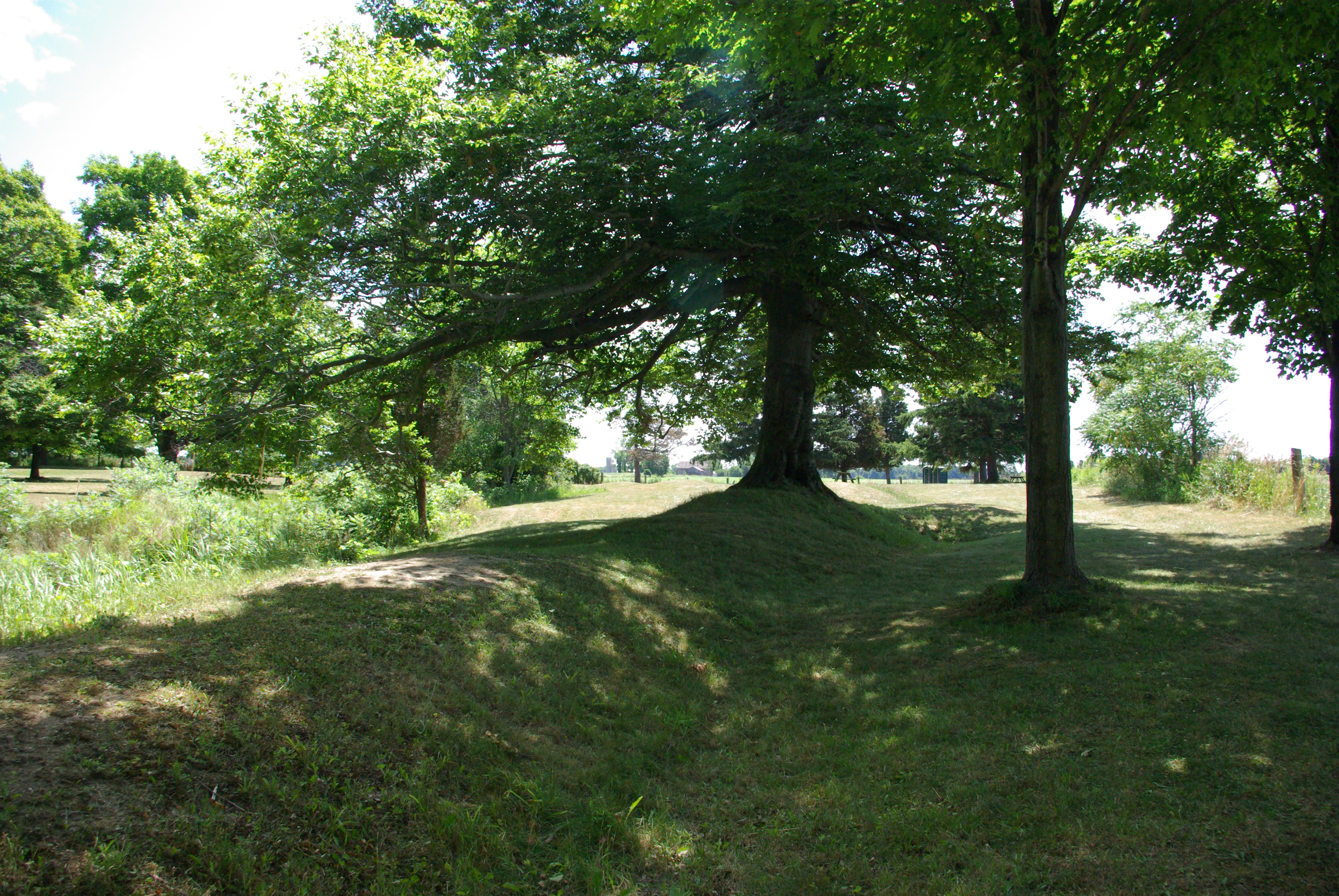
Die Southwold Earthworks, Überrest eines von etwa 1450 bis 1550 bestehenden Dorfes mit einer Fläche von 0,8 ha im Elgin County in der Provinz Ontario. Es bestand aus etwa 18 Langhäusern, die für etwa 800 Einwohner ausgereicht hätten. Lokale Traditionen wissen jedoch von rein ritueller Nutzung, so dass das Dorf möglicherweise meist unbewohnt war. Die Erdwerke sind heute eine National Historic Site of Canada.

## Namensgebung
Die Bezeichnung Attiwandaronon stammt aus dem Wendat, der Sprache der Wyandot (Huronen), ihrer irokesischen Nachbarn, und bedeutet etwa „die, die ein bisschen anders sprechen“. Auch die Irokesen nannten die Neutralen meistens Hatiwantarunh, was in etwa die gleiche Bedeutung hat. Die Franzosen, zuerst Samuel de Champlain, nannten sie la Nation neutre, weil sie versuchten, zwischen den Kriegsparteien der Wyandot und Irokesen neutral zu bleiben.
Die Neutralen bezeichneten sich gemeinsam mit den benachbarten Wyandot und Khionotaterrhohon (franz. Gens du Petun – ‚Tabak-Volk‘ genannt, verkürzt zu Petun, engl. Tobacco Nation) als Wendat und das gesamte Gebiet, das diese drei Stämme bewohnten, als Wendake.
Der Name Wyandot oder Wendat bedeutet ‚die Inselbewohner‘ und leitet sich wahrscheinlich vom Eindruck der genannten Stämme her, sie wohnten auf Inseln, da sie inmitten einer fluss- und seenreichen Landschaft fast stets von Wasser umgeben waren.
Die gelegentliche Annahme einer Selbstbezeichnung als Chonnonton erwies sich als voreilig. Sie geht auf eine Karte aus der ersten Hälfte des 17. Jahrhunderts zurück, aus der Samuel de Champlain die Beschreibung als „die, die Rotwild halten“ („e qui chonnonton“) las.

## Stammesgebiet
Während des späten 16. und frühen 17. Jahrhunderts erstreckte sich das Gebiet der Attiwandaronon in den Grenzen des südlichen Ontario. Im Osten ihres Gebiets konzentrierte sich ein Großteil der Bevölkerung südlich des Niagara in der Nähe des heutigen Buffalo. Die westliche Grenze ihres Territoriums war das Tal des Grand River, mit Bevölkerungskonzentrationen auf der Niagara-Halbinsel und in der Nähe der heutigen Gemeinden Hamilton und Milton.
Den Quellen zufolge betrug die ursprüngliche Zahl der Attiwandaronon ca. 40.000. Durch von Europäern eingeschleppte Krankheiten, Hungersnöte und zunehmende Kriege reduzierte sie sich im Laufe der ersten Hälfte des 17. Jahrhunderts auf ca. 12.000.
Im Gebiet der Neutralen gab es etwa 40 Dörfer, doch Decreaux verzeichnete auf seiner Karte nur St. Michael, wohl am Ufer des Lake St. Clair, unweit von Sandwich und Windsor, dann Ongiara bei den Niagarafällen, St. Francis im Lamberton County, östlich von Sarnia; Our Lady of the Angels, westlich des Grand River, zwischen Cayuga im Haldimand County und Parism in Brant. Des Weiteren St. Joseph in Essex oder Kent; St. Alexis, in Elgin, östlich von St. Thomas, dann das Gebiet Ontontaron im Halston County. Jenseits des Niagara, wohl zwischen Buffalo und Genesee, verzeichnet er die Ondieronon und ihre Dörfer, unter denen die Neutralen die Ouenrôhronon verstanden, die 1638 nach Huronia flohen.
St. Jean de Brébeuf und Chaumonot besuchten achtzehn Siedlungen der Attiwandaronon zwischen 1640 und 1641 und gaben jeder einen christlichen Namen. Die einzigen, die in ihren Schriften erwähnt wurden, sind:
- Kandoucho (oder All Saints,  die am nächsten zu den Wyandot gelegene Siedlung)
- Onguioaahra (am Niagara)
- Teotongniaton (oder St. Wilhelm, in der Mitte des Landes) und
- Khioetoa (oder St. Michael)

Douglas F. Reville erklärt in seiner The History of the County of Brant (1920), dass die Jagdgründe der Attiwandaronon von Genesee Falls und Sarnia, und südlich einer Linie von Toronto nach Goderich reichten. Ihr Gebiet wird von Reville als stark bewaldet und voll von „wilden Obstbäumen großer Vielfalt“, mit Bäumen, Beerensträuchern und wilden Weinreben beschrieben.

## Geschichte

### Neutralität und spätere Allianz
Ein plausibler Grund für ihre Neutralität während des Krieges zwischen Wyandot und Irokesen war das Vorkommen von Feuerstein-Lagerstätten in ihrem Gebiet in der Nähe des östlichen Endes des Eriesees. Da die Neutralen diese wichtige Ressource besaßen, die zur Herstellung von Speer- und Pfeilspitzen benötigt wurde, könnten sie so ihre Neutralität gegenüber den Nachbarstämmen bewahrt haben. Als jedoch diese von europäischen Mächten Gewehre erhielten, verlor der Besitz der Feuerstein-Minen seinen militärischen Stellenwert. Bald mussten daher die Attiwandaronon ihre Neutralität aufgeben und sich einem Bündnis anschließen.
Sie verbündeten sich mit den verwandten Wyandot, Khionotaterrhohon (Petun) und Erie und damit gegen die Irokesen-Liga im Süden. Gegen 1535 zählten die Wyandot rund 30.000, die Khionotaterrhohon ca. 10.000, die Erie ca. 10.000 und die Wenrohronon oder Wenro ca. 2.000 Menschen. Zudem zählten die im Süden lebenden Susquehannock durch die Vermittlung der Wyandot auch zu ihren Handelspartnern und Verbündeten. So konnten diese Stämme zusammen, wobei die Wyandot die Führung übernahmen, von Westen, Norden und Süden die Irokesen-Liga unter Druck setzen.
1616 berichtete Samuel de Champlain, die „Nation Neutre“ könne 4000 Krieger aufbieten, und dass sie ein Land von 80 bis 100 „leagues“ bewohnten. Sie unterstützten die Ottawa (Cheueux releuez) gegen die Mascouten. Sie bauten guten Tabak an, den sie gegen Häute, Pelze und gegen die Stacheln von Stachelschweinen und daraus hergestellte Kleidungsstücke tauschten. Den Platz dafür gewannen sie, indem sie die Bäume nicht fällten, sondern indem sie ihre Zweige abschnitten, sie um die Bäume aufhäuften und sie anzündeten. Der abgebrannte Baum ließ sich leichter entfernen.

### Missionare

#### Der Bericht Daillons
Pater Joseph de la Roche Daillon (auch D’Alyon), dessen Familie aus dem Anjou stammte, erreichte Québec am 19. Juni 1625 und versuchte 1626, die Neutralen zu missionieren, nachdem er seltsame Dinge von Étienne Brûlé über sie gehört hatte. Wie er in seinem Bericht vom 18. Juli 1627 schreibt, brach er am 14. Juni 1626 auf und erreichte auf huronischen Kanus das Dorf Toanché. Am 18. Oktober brach er zu den Neutralen auf. Im ersten Dorf Kandoucho wurde er willkommen geheißen, und sogar adoptiert. Der Führer der Neutralen, Tsohahissen, stand über etwa 28 Dörfern und 7 oder 8 Fischfangstellen oder Lagern, die der Bodenbebauung dienten. Der Häuptling scheint große Autorität genossen zu haben, die der Missionar auf Kriegserfolge gegen 17 Stämme zurückführte. Dabei kämpften sie nur mit Kriegskeulen sowie mit Pfeil und Bogen.
Als die Huronen erfuhren, dass Pater Daillon die Neutralen an einen Handelsplatz bei Kap Victory im Lac St. Pierre des Sankt-Lorenz-Stroms bringen wollte, ein Ort rund 80 km von Montréal entfernt, streuten sie Gerüchte aus, um ihn zu diskreditieren. Sie bezeichneten ihn als Zauberer, der schon viele Huronen vergiftet habe. Ob dies als Hinweis auf eingeschleppte Pocken oder andere Krankheiten, die die Indianer nicht kannten, zu interpretieren ist, ist unklar.
Daillon berichtet, dass die Gebräuche der Neutralen sich wenig von denen der Huronen unterschieden. Ihre Häuser seien wie Lauben gebaut und mit Baumrinde bedeckt. Sie waren demnach 25 bis 30 Klafter lang und 6 bis 8 breit, maßen also etwa 50 mal 13 m. Durch die Mitte des Hauses zog sich ein 3 bis 4 m breiter Gang von einem Ende zum anderen. Rund vier Fuß über dem Boden befand sich im Sommer ein erhöhtes Lager für die Nacht, das vor Insekten schützte. Im Winter lagen sie auf Matten um etwa zwölf Feuer.
Wie die Huronen lösten sie alle fünf, zehn, fünfzehn oder zwanzig Jahre ihr Dorf auf, wenn der Boden erschöpft war, und zogen an eine geeignetere Stelle, meist eine bis drei Kilometer entfernt.

#### Erneute Missionsversuche ab 1640, Konvertiten
Im Herbst 1640 entschlossen sich die Jesuiten, einen erneuten Missionsversuch unter Neutralen und Algonkin zu unternehmen. Brébeuf und Pierre-Joseph-Marie Chaumonot sollten zu den Neutralen gehen. Allerdings hatten sie die Huronen als Zauberer diskreditiert, so dass sie überall auf Ablehnung und Feindseligkeit stießen, als sie vom 2. November 1640 bis zum 19. März 1641 im Gebiet der Neutralen waren. Auf dem Rückweg brach sich Brébeuf beim Überqueren eines zugefrorenen Sees das linke Schlüsselbein.
Nur wenig ist darüber bekannt, wie die Konvertiten selbst handelten. Eine Ausnahme bildet Totiri oder Étienne, der 1642 zwei Missionaren einen Teil seiner Hütte überließ, so dass sie dort wohnen konnten, wo sonst Mais und Holz gelagert wurden. Dort errichteten sie eine dem Hl. Joseph geweihte Kapelle. Dies war in einer Zeit, in der die meisten Neutralen die Jesuitenmissionare dafür verantwortlich machten, dass Kriege und schwere Epidemien ihr Leben bedrohten. Totiri bewachte die Kapelle und unterrichtete die Männer unter den Konvertiten, seine Frau Madeleine die Frauen. Auch als die Missionare sein Dorf verließen, setzten die beiden ihre missionarische Tätigkeit fort. Ein anderer Konvertit, Barnabé Otsinnonannhont, ein Hurone aus dem Neutralen-Dorf Saint-Michel, hatte ebenfalls großen Einfluss und zog hundert Interessierte an. 1643 wurde Totiri von Irokesen überfallen und verlor sein gesamtes Eigentum, im nächsten Jahr beteiligte er sich am Krieg gegen sie.
1646 war Totiri als dogique tätig, als eine Art Assistent oder Stellvertreter der abwesenden Missionare. Sein bedeutendster Gegner war Teanaostaiaë, der den traditionellen Glauben verteidigte. Als eine Kinderschar ein gerade errichtetes Kreuz auf einem Friedhof angriff, erreichte er von den Eltern, dass sie ihnen dies untersagten. Namentlich, d. h. mit Taufnamen bekannt sind nur Totiris Frau, seine Tochter Catherine, sein Bruder Paul, seine Mutter Christine und Tarihia, die bereits 1639 getauft worden war. Sie wollte dies, als sie im Winter 1643–44 den nahen Tod fühlte.

### Konflikte im Süden, Handelsmonopol der Huronen
Nach Ankunft der Franzosen, den langjährigen Verbündeten der Wyandot, erlangten die verbündeten Stämme eine beherrschende Stellung im Pelzhandel. Dabei schürten die Huronen das Misstrauen gegenüber den Franzosen, um ihr Handelsmonopol nicht zu gefährden. Auch weigerten sie sich beharrlich, den Franzosen Auskunft über das Land westlich von ihnen zu geben, wie etwa Häuptling Iroquet, der mit 20 Mann im Gebiet der Neutralen 500 Biberpelze erlangt hatte. Der Pelzhandel der Neutralen ging also nur über die Huronen vonstatten. Um an Pelze zu gelangen, schwärmten Neutrale weit nach Michigan hinein in den Südwesten und gerieten dort mit Algonkin in Konflikt. 1635 teilten Huronen ihren französischen Verbündeten mit, dass die Neutralen eine Gruppe von Irokesen, die nicht näher bekannt ist, aufnahmen, und die sie Aouenrehronon nannten. Sie kamen möglicherweise vom Westufer des Eriesees. Sie waren von Asistagueronon angegriffen worden, was „Feuervolk“ bedeutet. Es könnte sich demnach um Potawatomi gehandelt haben. Doch ist dies nicht sicher, da die Huronen mit diesem Namen alle Algonkingruppen der Region benannten, also Fox, Sauk, Mascouten und Potawatomi. Dies dürfte jedoch der letzte Sieg gewesen sein, denn alle Irokesengruppen kamen nun durch den Pelzhandel an Metallwaffen und später an Gewehre, mit denen sie den Stämmen im Süden und Westen überlegen waren. 1641 griffen laut Berichten der Huronen 2000 Krieger der Neutralen ein befestigtes Dorf in Zentral-Michigan an, das wahrscheinlich von Mascouten bewohnt war. Nach zehn Tagen wurde das Dorf erobert und 800 Gefangene gemacht. Folgt man dem Bericht der Huronen, der Franzosen davon abhalten sollte, weiter nach Westen vorzudringen, dann blendeten die Neutralen alle Männer unter den Gefangenen und ließen sie hilflos zurück.

### Die Biberkriege
Ein stärkerer Gegner, ähnlich bewaffnet, erwuchs den Neutralen in der Irokesen-Konföderation. Diese hatten sich als Gegner der mit Frankreich verbündeten Huronen den Engländern angeschlossen, und wurden dafür mit Feuerwaffen in beträchtlichen Mengen versorgt. Dies gab den zahlenmäßig schwächeren Irokesen eine hohe militärische Schlagkraft. Besonders die Mohawk stiegen durch diese Kämpfe zu den wichtigsten Handelspartnern der Europäer am Hudson River auf und bekriegten fortan die südlichen Verbündeten der Attiwandaronon, die Susquehannock. Sie wurden durch die Attacken der Mohawk und Oneida geschwächt, die gleichfalls zum Irokesenbund gehörten.
Wie die anderen Stämme im Gebiet der Großen Seen sowie des Ohio-Tals auch, hatten die Irokesen ihre Gebiete überjagt, und waren gezwungen, die Pelze per Handel oder Krieg zu erlangen. Da sie aber nur von feindlichen Stämmen umgeben waren, mussten sie diese entweder vertreiben oder unterwerfen oder damit rechnen, selbst vernichtet zu werden. Dies führte angesichts schwindender Ressourcen zum Konflikt mit den Wyandot und deren Verbündeten.
Die Irokesen konzentrierten ihre Attacken zuerst ab 1640 auf die Wyandot, 1645 isolierten sie diese von den Algonkin, Innu und Franzosen. 1647 organisierten sie Angriffe ins Land der Wyandot und zerstörten die Dörfer der Arendahronon, eines ihrer Stämme. Während dieser Kriege standen besonders die Susquehannock den Wyandot als Verbündete bei, doch diese lehnten plötzlich jegliche Hilfe ab, und wurden im Winter von 1648 auf 1649 von den Irokesen überrannt. Den Tionontati erging es nicht besser, vor allem, als die Irokesen tausend gefangene Krieger zwangsweise in ihren Stamm aufnahmen. Als 1650 die westlichen Irokesen, also Seneca, Cayuga und Onondaga, die Attiwandaronon angriffen, traten die Susquehannock abermals dem Krieg gegen die Irokesen bei.
Etwa um diese Zeit flohen die Wyandot vor der Vernichtung ihrer Konföderation durch die Irokesen zu den Erie, ihren Verbündeten. Die Irokesen verlangten daraufhin, dass die Erie die Wyandot an sie ausliefern sollten, was die Erie jedoch ablehnten. Daraufhin herrschte eine zweijährige extreme Spannung zwischen den beiden Völkern. Auch einige Hundert Attiwandaronon suchten bei den Erie Unterschlupf und wurden von diesen aufgenommen.
Als jedoch die Mohawk zusammen mit den Oneida die Susquehannock 1651 angriffen, konnten diese den Attiwandaronon nicht beistehen. Zudem versagten die Erie trotz der Auseinandersetzungen mit den Irokesen wegen der Aufnahme der Wyandot-Flüchtlinge ihre Unterstützung. So dauerte es nicht lange und die Attiwandaronon waren besiegt und gegen 1655 fast vernichtet. Gegen 1660 lebten nur noch ca. 800 Attiwandaronon in zwei Dörfern.
Der sich abzeichnende Krieg der Erie (zusammen mit den geflüchteten Wyandot und Attiwandaronon) gegen die westlichen Irokesen brach aus, nachdem alle 30 Botschafter der Erie während einer Friedenskonferenz von den Irokesen umgebracht worden waren. Die Erie widerstanden von 1653 bis 1656 in ununterbrochenem Krieg den Irokesen.

### Untergang
Mit dem Ende des Erie-Krieges 1660 waren die Attiwandaronon praktisch vernichtet und ihre letzten Dörfer zerstört. Die letzte Erwähnung der Attiwandaronon durch die Franzosen erfolgte im Jahr 1671. Ihr Sachem in ihren letzten Jahren war Tsouharissen („Kind der Sonne“), der mehrere Raubzüge gegen die Mascouten unternahm, die im Gebiet des heutigen Michigan und Ohio lebten. Tsouharissen starb um 1646.
Nach der endgültigen Niederlage der Erie 1679 verschwanden die letzten ihrer eigenständigen Gruppen. 1680 hatten sie endgültig aufgehört als eigenständiges Volk zu bestehen. Sie hatten sich entweder den Wyandot aus Furcht vor den Irokesen angeschlossen oder waren als versklavte Hilfstruppen in den ständigen Kriegen der Irokesen in diesen aufgegangen.

### Ethnogenese der Wyandot
Die durch Seuchen und durch die Kriege gegen die Irokesen stark dezimierten Wyandot bildeten gegen 1700 einen Zusammenschluss versprengter Reste der Attiwandaronon, Erie, Susquehannock, Khionontateronon, Wenrohronon sowie einiger kleinerer Algonkin- und Irokesen-Stämme. Die Attiwandaronon selbst hatten als eigenständiges Volk, genauso wie die Erie, aufgehört zu existieren.

## Zu den Neutralen gehörende Untergruppen
- Ahiragenrega
- Ahondihronon
- Andachkhroa
- Aondironon[8]
- Atiaonrek
- Atiraguenrek
- Attiuoaisgon
- Kakouagoga[9]
- Kandouche
- Kehesetoa
- Khioetoa
- Niaggorega (Niagagarega, Onguiaahra)
- Ouaroronon
- Ongniaahraronon
- Qunonisaton
- Rhageratka
- Skenchioe
- Teotoguiaton (Teotongniaton)